# Susanna Hanan
Susanna Hanan, född 1 juli 1870 i Wallacetown, Southland, död 12 februari 1970, var en nyzeeländsk guvernant, sångerska och samhällsarbetare. Hon var gift med Josiah Hanan.
Susanna Hanan verkade som lärare från 1880-talet till 1901. Hon framträdde som sångare vid Invercargill kröningshögtid för Edvard VII. Hon gifte sig 1902 med advokaten Josiah Alfred Hanan. 
Hon var efter 1902 samhällsengagerad som aktivist, främst nykterhertsrörelsen och barnhälsa, och var engagerad i Invercargills lokalavdelning för Society for the Health of Women and Children (Plunket Society) 1910-1925, verkade för grundandet av dagis, inom British Red Cross Society, Women's National Reserve of New Zealand, Women's Literary Society, Southland Shakespeare Club och Southland Women's Club, och tjänstgjorde inom Southland Education Board för Southland Boys' and Girls' High Schools Board 1924-1925. 

### Fotnoter
1. ↑  Hickey, Maureen. ”Susanna Hanan”. Dictionary of New Zealand Biography. Ministry for Culture and Heritage. http://www.teara.govt.nz/en/biographies/3h6. Läst 1 december 2011.